# Димитър Буров
Димитър Атанасов Буров е крупен български предприемач, банкер, застраховател и народен представител; баща на банкера Иван Буров и на политика и дипломат Атанас Буров.

## Произход
Буров е потомък на 2 изтъкнати възрожденски рода. Баща му Атанас Хаджицонев Буров (1800 – 1845) е предприемчив лясковски чорбаджия. Майка му Стана Стоянова Михайловска (20 януари 1803 – 5 април 1888) произхожда от видния еленски род Михайловски. Тя е най-голямото дете от 9-те деца на Стоян Андроников Михайловски (1780 – 1836) и Юрдана, дъщерята на хаджи Стоян Тодоров от Котел: Стана, Донка, Христо, Стоян, Михаил, Иван, Никола, Димитър и Тодор. По-малкият ѝ брат Стоян Стоянов Михайловски е прочутият възрожденски деец, борец за църковна независимост и пръв български митрополит на Велико Търново Иларион Макариополски (1812 – 1875). Неин племенник, син на брат ѝ Никола, е известният писателят и общественик Стоян Михайловски.
Атанас Буров и Стана Михайловска се венчават през 1825 г. и остават да живеят в Лясковец. Там се раждат шестте им деца – 4 сина и 2 дъщери: Атанас (1833 – 1885), Цоню (1835 – 1891), Дафинка (р.1836), Илия (1838 – 1886), Димитър (1839 – 1903) и Йордана (р.1844). 

## Биография
Димитър е роден на 8 октомври 1839 г. в Лясковец. Няколко години по-късно през 1845 г. баща му умира и цялата тежест по семейната издръжка и деловите въпроси ляга на плещите на майка му и по-големите му братя. Доколкото може и чичото, Иларион, също оказва подкрепа. Момчетата усърдно поемат задълженията към семейната собственост: стопанисват горите, обработват нивите, лозята и градините. Отварят в Лясковец магазин за колониални стоки, железария и дребен селски инвентар. Когато е само на 11 години, Димитър е оставен да върти семейния дюкян, което му идва отръки, докато по-големите в семейството вършат по-тежката работа на полето или по доставката на стоки.
Бъдещият банкер има възможност да учи само в лясковското училище, а през по-голямата част от времето си е принуден да работи.
Семейството се замогва. Купува полски имоти, открива търговски магазин в Горна Оряховица и купува от местния бей половината от мелницата „Гиран". Най-голяма вещина в деловите въпроси проявява най-малкият син. През 1862 г. той основава в Горна Оряховица банкерско-търговска къща, която носи неговото име „Буров Д. А. и съдружие". Новото предприятие отпуска кредити, изнася кожи, добитък, пашкули, а внася бакалски стоки, дребна железария и селски инвентар.
След Освобождението основаната от Димитър Буров фирма се разширява и просперира. Изчезва доскорошният страх да влагат парите си в големи търговски операции, финансиране на стопански предприятия и широко строителство. Първото, което прави Буров, е да изкупи и поеме цялата собственост на мелницата „Гиран". Купува полски имоти и земи за строителство. Разширява търговията на едро – изнася овнешки и ярешки кожи, буби и пашкули, селскостопанска продукция; внася всичко необходимо за тогавашния бит – колониал, дребна железария и селскостопански инвентар. Отваря нови дюкяни на централните улици в Горна Оряховица и Лясковец, в които се продават не само гвоздеи, клинци, катран, газ, бакалски стоки и качествени земеделски сечива, но и да се дават пари под лихва.
Към 1890 г. основаното от Д. Буров търговско-кредитно предприятие претърпява сериозни промени. След кончината на по-големите си братя той събира около себе си синовете им. Капиталът на фирмата и възможностите ѝ за финансови операции значително нарастват. За това допринася и включването в задругата на Илия Шаранков (1867 – 1933), син по-голямата му сестра Дафина. Племенникът Шаранков е внук на участник във Велчовата завера през 1835 г. и син на доброволец в Кримската война, който получава ордени за храброст и специална почетна сабя лично от руския император. Малко след като се оженва Илия се премества със съпругата си Паунка от Лясновец в Горна Оряховица при чичо си и братовчедите си и влага полагаемото му се наследствено имущество в общите бизнес дела.
Краят на 80-те и началото на 90-те години на 19 век е времето, когато се създава и регистрира събирателно дружество „Д. А. Буров & С-ие, Горна Оряховица, Свищов, Русе". Стопанската тежест и популярността на фирмата са големи. Освен към внос, износ, търговия на едро и разширяване на магазинната мрежа, „Буров & С-ие" се насочва и към банкерство. В Русе основава Акционерно дружество „Постоянство". От 1893 г. развива банкова дейност и кредитира индустриални и търговски фирми. В средата на 1890-те години купува акции от основаното в Русе през 1891 г. първо застрахователно дружество „България". През 1895 г. става съосновател на „Търговска банка".
Димитър Буров умира на 27 октомври 1903 г., като завещава на двамата си сина Иван и Атанас впечатляващо за него време имущество и бизнесактиви, а също и доброто име на почтен търговец, банкер и общественик, патриот и честен човек.

## Обществена дейност
Буров проявява жив интерес и към обществената и политическа дейност. През 1879 г. е избран за представител в Учредителното събрание, което изработва Търновската конституция. През 1894 г. става съосновател на Народната партия и израства като неин водач в Горна Оряховица и Търновския край.

## Семейство
Димитър Буров е стълбът на фамилията. След кончината на майка си през 1888 г. и ранната кончина на братята си поема грижата за техните деца, помага и на децата на сестрите си, като се старае всяко от тях да получи висше образование в чужбина и да избере престижна и доходна професия.
Самият той се жени през 1871 г. за дъщерята на виден горнооряховски първенец от рода Тодороолу – Кинка Поптодорова, която му ражда двама сина Иван и Атанас. Иван определено наследява търговските качества на баща си, поради което е изпратен да учи в Търговската академия във Виена, а впоследствие става един от най-големите български банкери в началото на 20 век. Атанас отрано споделя увлечението на своя родител по обществените дела и е насочен да следва право и икономика в Парижкия университет, а след завръщането си се включва активно в политиката и дипломацията на България.